# Renașterea

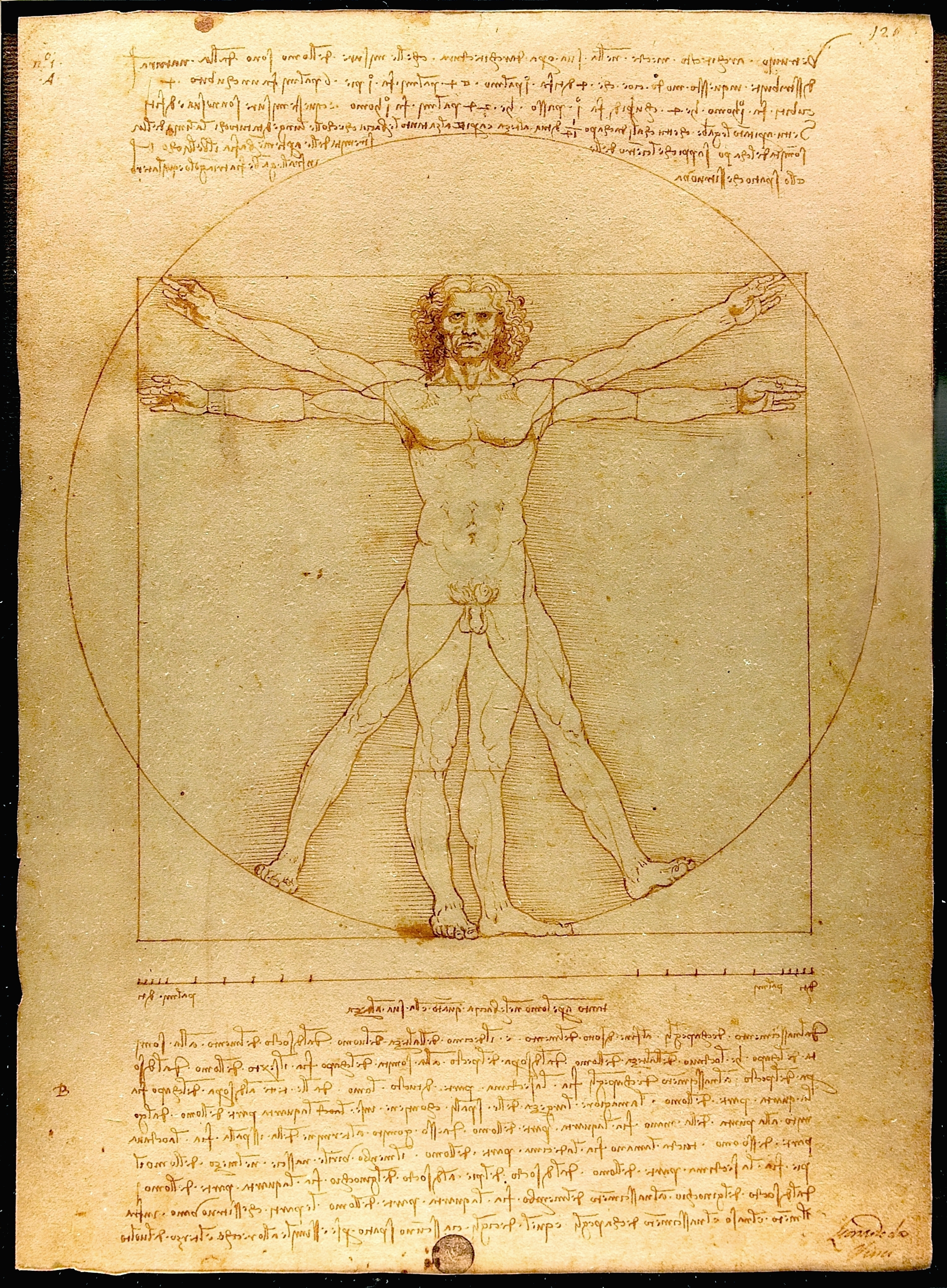
Omul Vitruvian-Leonardo da Vinci

Renașterea a debutat în secolele XIV-XVI, perioada Evului Mediu târziu, în Florența - Italia și s-a răspândit în restul Europei. Această mișcare culturală reprezintă înflorirea inovatoare a literaturii latine și autohtone, începând din secolul al XIV-lea, când erau cercetate sursele literare din antichitatea clasică creditată lui Francesco Petrarca. Dezvoltarea în pictură a tehnicilor de perspectivă, de acordare a unei realități mult mai naturale  a dus și la o reformă educațională. Schimbările Renașterii nu au fost implementate uniform de întreaga Europă, deși apariția tiparului a accelerat difuzarea ideilor în secolul al XV-lea.

Sandro Botticelli: La nascita di Venere (Nașterea lui Venus) (c. 1484–1486). Tempera pe pânză (canvas). Galeria Uffizi, Florența.

## Renașterea politică
În politică, precum în artă și știință, Renașterea a dus la schimbări de mentalitate și la evoluția convențiilor diplomatice. Istoricii consideră Renașterea ca o perioadă de tranziție dintre Evul Mediu și Istoria Modernă. Schimbările sociale și politice, dar și preocupările intelectuale, au influențat evoluțiile artistice și contribuțiile unor personalități ca Leonardo da Vinci, supranumit  „omul renașterii”. Diverse teorii au fost propuse pentru a explica originea și caracteristicile renașterii, concentrându-se pe o varietate de factori, incluși pe particularitățile sociale și civice din Florența: structura sa politică, patronajul familiei Medici și migrarea savanților greci în Italia după căderea Constantinopolului în mâinile turcilor. 
Societatea feudală a Evului Mediu, cu structura sa ierarhică rigidă, dominată de economia agrară și sub puternica influență a Bisericii Catolice, a început să se destrame. În decursul Renașterii, un rol determinant l-au avut oamenii de cultură și artiștii înclinați spre clasicismul greco-roman.
Noțiunea de „Renaștere” a fost folosită pentru prima dată de către istoricul francez Jules Michelet, la începutul secolului al XIX-lea și, preluată de istoricul elvețian Jacob Burckhardt în lucrarea sa fundamentală "Die Kultur der Renaissance în Italien" („Cultura Renașterii în Italia”), (1860) care a definit Renașterea drept perioada cuprinsă între pictorii Giotto și Michelangelo, considerând că în acest timp, omul recăpăta conștiința de sine ca individ, după o lungă perioadă de anihilare filozofică a personalității.

## Prezentare

Hans Holbein cel Tanar - Ambasadorii

Renașterea a fost mișcarea culturală care a afectat profund viață intelectuală europeană în perioada modernă timpurie. Începând din Italia și răspândindu-se în restul Europei până în secolul al XVI-lea, influența sa a fost resimțită în literatură, filosofie, artă, muzică, politică, știință, religie, precum și în alte domenii de cercetare. Savanții renascentiști au adoptat o metodă umanistă în studiu și s-au axat pe realism și pe emoția umană în artă. Umaniști, ca Poggio Bracciolini, au căutat în biblioteci din mănăstiri europene textele literare, istorice și oratorice latine ale Antichității. Căderea Constantinopolului din 1453 a generat un exod al savanților greci ce au adus manuscrise prețioase în limba greacă veche, dintre care multe, în Occident, căzuseră în obscuritate. Se pune un nou accent pe textele literare și istorice, pe lucrările de științe naturale, filosofie, matematică, scrise în greacă și arabă.  
În renașterea neoplatonică, umaniștii nu au respins creștinismul; dimpotrivă, cele mai multe lucrări renascentiste au fost dedicate bisericii, care  patrona operele de artă. O schimbare subtilă s-a petrecut în modul în care intelectualii abordau religia, reflectându-se în multe domenii culturale. Multe lucrări creștine grecești, inclusiv și Noul Testament scris în greacă, au fost aduse din Bizanț în Europa de Vest, fiind cercetate. Umaniști ca Lorenzo Valla și Erasmus din Rotterdam militau pentru revenirea la originalul Noul Testament în limba greacă, ceea ce a deschis astfel calea spre Reforma Protestantă. 

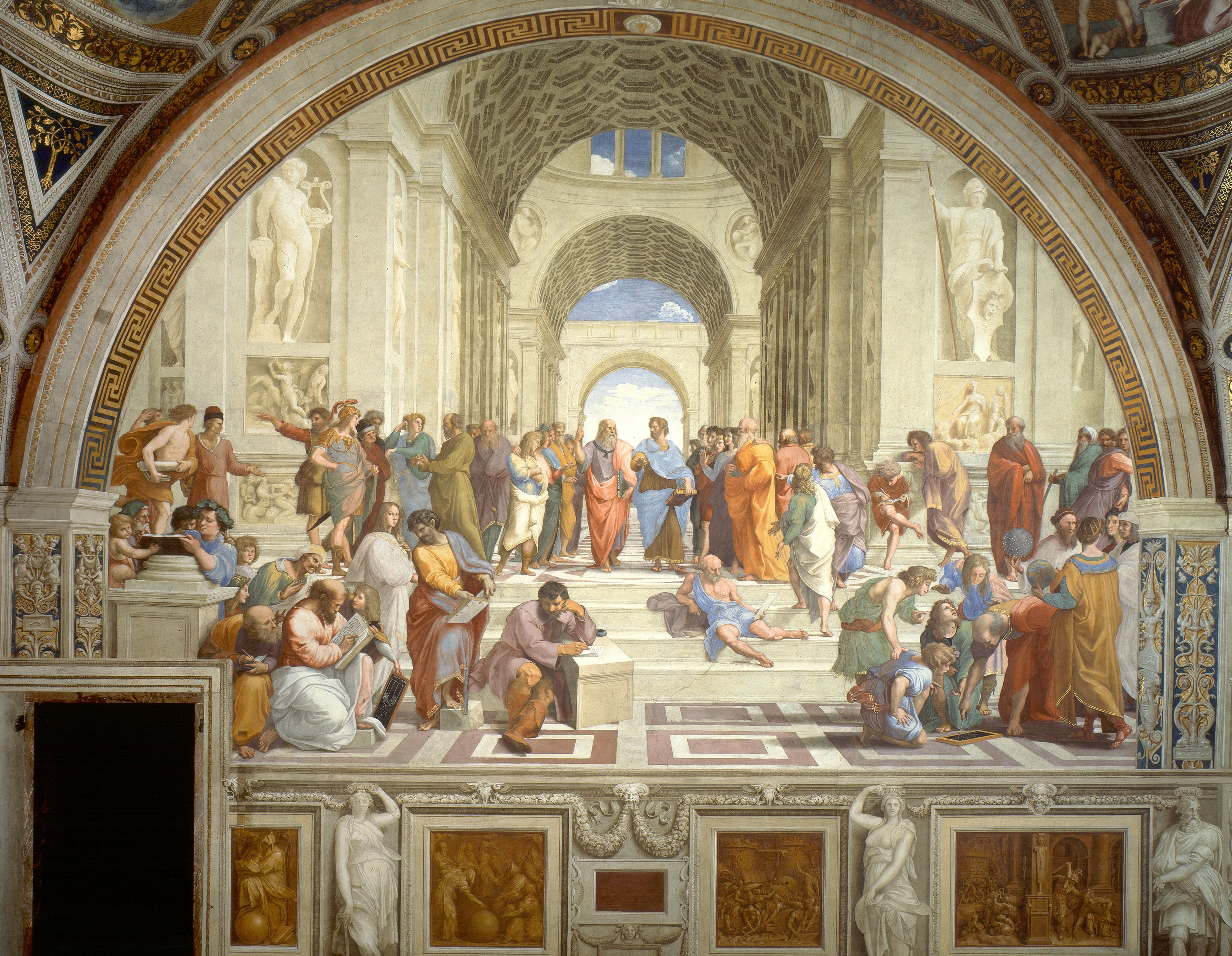
Școala de la Atena-Sanzio

Întoarcerea artistică la clasicism poate fi exemplificată în sculptură lui Nicola Pisano, iar pictorii florentini conduși de Masaccio s-au străduit să-i înfățișeze portretul cât  mai realist, dezvoltând tehnici pentru a reda perspectiva, lumina și umbre cât mai naturale. Filosofii politici, ca Niccolò Machiavelli, au căutat să descrie viață politică așa cum era în realitate pentru a o înțelege. O contribuție esențială a avut-o umanistul italian Giovanni Pico della Mirandola, care a scris, în 1486, "De hominis dignitate" (Discursul despre demnitatea omului), ce constă într-o serie de teze filosofice despre gândirea naturală și credință. Autorii renascentiști, de asemenea, începeau să utilizeze limbile vernaculare, iar apariția tiparului a permis accesul la cărți (ca Biblia), a cât mai multor persoane. 
Renașterea presupune și o încercare a intelectualilor de a studia și îmbunătăți lumea seculară, prin revigorarea ideilor din antichitate și adoptarea unor noi metode de gândire. Inovațiile renașterii au făcut ca structurile politice și bisericești să fie mai receptive și au dus la apariția capitalismului. În timp ce marile regate europene, ca Franța și Spania, au rămas monarhii absolutiste, iar altele se aflau sub controlul direct al Bisericii, republicile italiene au preluat principiile capitalismului, ceea ce a dus la o înflorire comercială fără precedent .

## Condiții istorico-culturale
Renașterea începe în Italia la finele secolului al XIV-lea, răspândindu-se inițial în Europa de vest meridională, după care, gradual, atinge și Europa de vest septentrională, sfârșindu-se în Anglia începutului de secol al XVII-lea. Explicația pentru care Italia a fost punctul de plecare al umanismului renascentist este gradul de urbanizare ridicat al jumătății nordice a peninsulei: aceasta era zona cea mai citadină și secularizată a Europei în epocă. În această arie puternic urbanizată, clerul creștin era mai puțin probabil să domine guvernul și educația, până și bisericile fiind construite și administrate aici de laici. Spitalele și organizațiile caritative care țineau de biserică fuseseră reorganizate și centralizate sub control guvernamental. În contrast cu Europa nordică, unde educația avea menirea de a pregăti preoți pentru biserici, în orașele Italiei educația era mult mai probabil să fie supravegheată de administrațiile orășenești iar rolul ei era de a prepara forța de muncă pentru comerț, aceasta fiind calificată în contabilitate, aritmetică și redactarea de scrisori de afaceri. În secolele XIV-XV în universitățile Europei septentrionale dominau logica și scolastica, în timp ce în Italia educația era concentrată, mai degrabă, pe aspectele practice ale vieții urbane decât pe speculații teologice, în timp ce italienii secolelor XIV-XV erau neîncrezători în programe ideologice sau morale bazate pe argumente filozofice sau presupuneri religioase despre natura umană. Primele manifestări artistice și literare ale Renașterii apar în Florența, oraș care poseda o imensă bogăție generată de comercianții și bancherii locali, care controlau operațiile bancare ale papalității. Din poziția lor de zapcii (colectori de taxe) ai papilor, familiile comercianților florentini au ajuns să domine finanțele Europei întregi, de-o parte și de cealaltă a Alpilor. Banii din împrumuturi, investiții și schimb monetar care se revărsau în Florența au fost pompați în industriile locale, fapt care a contribuit la vitalitatea economică a orașului. Renașterea apărută în orașele comerciale ale Italiei a făcut din limba italiană a doua limbă a oricărui individ educat, până pe la finele secolului al XVII-lea., în timp ce s-au impus tuturor europenilor și moda literară, stilul arhitectonic și chiar gusturile italiene în materie de îmbrăcăminte și mobilă interioară. Republicile (care, de fapt, erau niște oligarhii în care politica era dominată de familii de comercianți și bancheri) italiene, gen Veneția, Florența, Genova și Milano, se aflau în permanentă competiție sau conflict deschis pentru supremație, ele inaugurând, pentru prima oară în istoria politică a Europei, și instituția ambasadorului permanent.
Originea ideii de renaștere aplicată vieții intelectuale și artistice trebuie căutată în chiar perioada pe care și azi o numim Renaștere, la chiar cei care au inițiat-o: în cercurile umanistice apare conștiința faptului că între momentul prăbușirii Imperiului roman și epoca contemporană lor a existat o " epocă a tenebrelor", marcată de războaie și decăderea vieții urbane și în care din punct de vedere intelectual și artistic a prevalat barbaria. Primul care a utilizat în epocă termenul de "Renaștere" a fost istoricul artei și artistul Giorgio Vasari.
După ce în prima jumătate a secolului al VI-lea împăratul creștin Iustinian a închis școlile de filozofie, interzicând păgânilor să mai predea nu numai filozofia, ci și orice altă disciplină, însăși literatura în limba latină începe lungul proces de decădere:  din chiar secolul al VI-lea, un creștin important precum era (Papa) Grigore (I) cel mare, considera că "un episcop nu trebuie să predea gramatică, pentru că nu-l poți sluji în același timp și pe Hristos și pe Jupiter." , iar în secolul al VI-lea Grigore de Tours spunea că "orașele Galiei au lăsat studiul literelor să decadă, ba chiar să piară." La doar câteva secole distanță, un Gerard (episcop) de Cenad consideră, în acord cu numeroși alți creștini importanți ai Evului mediu, că un creștin n-are nevoie să se îndeletnicească cu știința, care ea în loc de înțelepciune aduce nebunia. Istoricul catolic al filozofiei Étienne Gilson consideră  că (Sfântul) Petru Damiani ilustrează o atitudine medievală răspândită față studiul disciplinelor nereligioase (profane): pentru creștin, care crede în posibilitatea unei vieți după moarte, condiționată de credința în articolele religiei lui Hristos, singurul lucru important de știut este Scriptura; restul e de "disprețuit", "abia ne poate interesa" și e "de evitat", gramatica însăși fiind pentru sfântul Petru Damiani diabolică ("născocire a diavolului, care el a fost primul dascăl de gramatică"), pentru că "ne învață să declinăm Dumnezeu la plural." (în aceeași notă, un alt contemporan al sfântului Damiani, anume Manegoldus din Lautenbach, care a fost unul dintre primii profesori de teologie creștină, respingea și el dialectica citându-l în sprijin pe Cicero, care alegea în cursurile lui de retorică drept exemplu de propoziție irecuzabilă afirmația "dacă a născut, înseamnă că s-a culcat cu un bărbat" - "si peperit, cum viro concubuit" ), fapt care contravenea dogmei creștine a nașterii lui Hristos din fecioară. Dihotomia între latina cultă, a clasicilor, și latina biblică a Vulgatei sfântului Ieronim este un factor agravant în animozitatea pe care creștinii medievali o manifestau pentru gramatică, așa cum era ea prescrisă de Donatus.
În opinia unor istorici, precum Will Durant, factorul declanșator al Renașterii nu a fost atât redescoperirea civilizației clasice (manuscrisele așteptau doar de secole în mânăstiri și în bibliotecile private ale iubitorilor de cultură și frumos ca să fie "descoperite"), cât factori materiali, precum existența la acel moment a unei civilizații urbane suficient de complexe, ca și înființarea universităților cu aproape două secole înainte.
În urma cercetărilor istorice din ultimii ani, Evul Mediu nu mai este considerat drept o epocă întunecată, lipsită de creativitate culturală. Datorită așa-ziselor "scriptoria" din mănăstirile medievale se păstraseră exemplare în limba latină din scrierile autorilor greci sau romani, ca Aristotel și Thucydide, Virgiliu, Seneca, Cicero și Ovidiu. Scriptoria mânăstirilor nu erau însă, nicicum, unicele locuri în care s-au copiat scrieri mai vechi sau mai recente în perioada dificilă a Evului Mediu: în ciuda obstacolelor au existat continuu copiști, anticari și vânzători de cărți, așa cum știm din mărturiile lui Cassiodorus în secolul al VI-lea, ale lui Isidor și Benedict de Wearmouth în secolul VII, ale lui Gerbert (Papa Silvestru al II-lea) în secolul al X-lea, ale lui Petru de Blois în secolul al XII-lea, ale lui De Bury și Dante în secolul XIII.  Apoi, manuscrisele de literatură clasică latină, care au fost descoperite de renascentiști în mânăstiri, își au originea, în opinia unor istorici precum William Birney, mai degrabă în donații spre mânăstiri din partea unor persoane private (practică despre care amintește și F. Somner Merryweather în "Bibliomania"), bibliotecile personale ale acestora conținând și lucrări ale autorilor clasici, decât datorită muncii de copiere a operelor de literatură latină efectuată de călugări în scriptoria: în perioada cuprinsă între înființarea primei mânăstiri creștine și până spre finele secolului al XII-lea, istoricul american William Birney n-a reușit să găsească numele niciunui călugăr copist menționat pentru copierea de literatură latină, iar Merryweather, autor deja amintit și care s-a aplecat cu multă simpatie asupra tagmei călugărești, nu menționează nici el vreunul care să fi trăit și copiat literatură latină până în anul 1178. Scriptoria mânăstirilor erau, de altfel, locurile unde se copia literatura religioasă necesară clerului creștin, iar faptul semnificativ că în mod sistematic căutătorii renascentiști de manuscrise de literatură clasică în limba latină spun că nu le-au găsit în bibliotecile mânăstirilor explorate, amintind în schimb de locuri puțin onorabile în care le-au găsit (poduri, beciuri, puțuri dezafectate, turnuri, donjoane, și holuri), sugerează că ele fuseseră achiziționate sau păstrate (dacă au fost primite gratuit) pentru valoarea lor materială (pergamentul refolosibil pe care erau scrise) și nu pentru valoarea lor literar-artistică. "Vânătorii" moderni de manuscrise antice confirmă și ei acest șablon al dezinteresului călugărilor creștini pentru literatura nereligioasă în general: Lord Prudhoe a găsit un teanc de manuscrise acoperite de un gros strat de praf într-o mânăstire nitriană, în 1828, într-un pod; parlamentarul Robert Curzon, vizitând o mânăstire egipteană, în 1833, îi găsește pe călugări, în capelă, stând fiecare cu picioarele pe câte un manuscris folio, pentru a se feri de frig, aceștia având și ei un pod plin cu manuscrise aflate în toate gradele de descompunere, iar relatarea împrejurărilor în care von Tischendorf găsește "codex Sinaiticus" (anume în coșul pregătit cu material de ars în sobă) e binecunoscută. Laicii iubitori de literatură care au donat continuu colecții personale de cărți, în ciuda notoriului dezinteres al călugărilor pentru literatura nereligioasă, știau că în timpuri de război mânăstirile sunt unul dintre puținele locuri protejate.
Sistemul de drept din societatea modernă își are originea în dreptul civil și canonic din secolele al XII-lea și al XIII-lea. Gânditorii Renașterii s-au ocupat mai departe cu studiul gramaticii și retoricii medievale. În domeniul teologiei au continuat tradițiile filozofiei scolastice, iar interpretarea filosofiei platoniciene și aristoteliene și-a păstrat mai departe un rol decisiv. Școlile din Salerno (Italia) și Montpellier (Franța) reprezentau centre vestite pentru studiul medicinei.

### Precursori ai Renașterii
Curente înnoitoare în viața culturală au existat și înainte de epoca propriu-zisă a Renașterii, ele însă cuprindeau doar stratul subțire al societății înalte, de curte. În plus, în opinia unor istorici precum germanul (evreu) Erwin Panofsky, aceste tendințe de înnoire care au precedat Renașterea au afectat numai forma, nu și conținutul, ele cultivând o expresie artistică încă bine circumscrisă de către dogma creștină. În contrast, în secolele XIV-XVI, Renașterea a cutezat adesea să recupereze în literatură și arte plastice și conținutul păgân al civilizației greco-romane, cele mai grăitoare exemple fiind creațiile literare sau plastice în care corpul femeii și sexualitatea umană, în general, erau prezentate cu deschidere, ca în tradiția clasică, deși Renașterea rămâne și ea, în principal, îngrădită de tradiția biblică și patristică (pentru unii părinți ai bisericii femeia era "un templu clădit peste canalizare.").

#### Renașterea carolingiană
Renașterea carolingiană, după numele lui Carol cel Mare, a reprezentat trezirea la viață a antichității și, în parte, a culturii bizantine în cultura și arta imperiului franc, în secolele al VIII-lea și al IX-lea, în încercarea împăratului Carol cel Mare de a continua și înnoi tradițiile Imperiului roman. Printre cele mai însemnate realizări ale Renașterii carolingiene se numără ilustrațiile de carte din „Evangheliarul lui Carol cel Mare”, păstrat la Viena, sau Capela Palatină din Aachen, care amintește de „Bazilica San Vitale” (sec. al VI-lea) din Ravenna, precum și Capela Sankt Michael din Fulda, în stilul bisericii „Santo Stèfano Rotondo” (sec. al V-lea) din Roma. Prezența învățatului Alcuin (latină: Alcuinus) la curtea imperială a stimulat transcrierea textelor vechi și introducerea limbii latine ca limbă literară, fapt determinant pentru evoluția ulterioară în istoria culturală a lumii apusene.
Încercând a înțelege perioada de dinaintea secolului al VIII-lea, se poate sesiza faptul că atât episcopii, cât și clericii sau călugării au încercat să demonstreze incompatibilitatea culturii antice cu cea creștină[1]. În realitate, această idee, nu a putut fi demonstrată întrucât de-a lungul secolelor descoperim cum tradiția culturii latine s-a păstrat atât la curțile regale, cât și în școlile episcopale sau mediul monastic.
În prima jumătate a secolului al VIII-lea viața culturală a început să se deterioreze atât în urma războaielor purtate de Carol Martel[2], cât și datorită faptului că pe parcursul domniei sale suveranul se înfruptase considerabil din bogățiile clericilor, cei care dețineau în exclusivitate tehnica transmiterii cunoștințelor[3]. Astfel, după moartea acestuia, Pepin cel Scurt (tatăl lui Carol cel Mare) a încercat să reînvie viața culturală, însă, nu a reușit decât să pună bazele dinastiei carolingienilor, putere politică sub bagheta căreia va apărea renașterea culturală[4] ce s-a desfășurat de-a lungul mai multor decenii între secolul al VIII-lea și al IX-lea[5].
Renașterea carolingiană reprezintă evoluția culturală cu implicații politice, economice și sociale din primele secole ale evului mediu[6]. Aceasta a luat naștere prin regenerarea esenței formelor culturale[7] din antichitatea timpurie[8] și prin funcționarea unor centre culturale laice și religioase, care au permis crearea condițiilor necesare pentru înviorarea culturii[9].
Între anii 794 (moment în care Carol cel Mare începe construcția palatului de la Aachen) și 877 (anul morții lui Carol Pleșuvul)  se poate remarca faptul că atât Carol cel Mare, cât și Ludovic cel Pios au simțit nevoia de a se alipi puterii spirituale, reprezentată prin clerici, din dorința de a păstra cu ajutorul acestora omogenitatea statului franc, în condițiile în care acesta își marea granițele de la o perioadă la alta.
După ce a conceput o mai bună repartizare a bogățiilor Bisericilor, după ce a echilibrat condiția precară a călugărilor și preoților cu cea a episcopilor și abaților, și după ce a reinstalat disciplina în cadrul clericilor, ce fusese tolerantă sub merovingieni, Carol cel Mare a sprijinit deschiderea de școli episcopale și mânăstirești  și a făcut apel, pentru ridicarea nivelului cultural al clericilor, la literați originari din regiunile unde se menținuseră importante focare de cultură latină, deci din regiunile care nu decăzuseră din punct de vedere cultural la sfârșitul perioadei merovingiene așa cum se întâmplase cu cea mai mare parte a Galiei france  care pierduse tot cea ce dobândise în perioada precedentă.
Răspunzând invitației regelui, la palatul imperial de la Aix-la-Chapelle, adevărat centru de formare a clericilor și de difuzare a culturii, au sosit maeștri vestiți din Italia–Petru din Pisa și Paulin din Aquileea, istoricul Paul Diaconul, din Spania–teologul și gramaticianul Theodulf , care a fost investit mai apoi ca episcop de Orléans, din Irlanda–astronomul Dungal și geograful Dicuil, din Britania anglo-saxonă–filosoful, teologul și literatul Alcuin de York (Albinus Flaccus 735 – 804 ), care a fost însărcinat să organizeze învățământul.
Cu ajutorul acestora au fost reînființate școlile publice după modelul vechi roman, încercându-se astfel să se înlăture practica germanică de educare a tânărului în familie cu ajutorul unui perceptor. Școlile nou înființate se aflau în jurul mănăstirilor. Cea mai importantă școală a fost școala palatină, locul unde au predat intelectualii sus menționați. De reținut este faptul că însuși regele Carol cel Mare a luat lecții de gramatică de la consilierul său cultural Alcuin. La începutul epocii carolingiene precizia gramaticală se pare că avea ca singur scop înțelegerea bine a cuvântului lui Dumnezeu și slujirea Lui cum se cuvine , însă, o dată cu renașterea carolingiană, gramatica s-a transformat profund, și dintr-un simplu manual de reguli elementare de latină, a devenit o disciplină ce regla exprimarea și gândirea.
Obiectivul principal al renașterii vieții culturale a fost educarea clerului în vederea îndeplinirii corespunzătoare a funcției sale religioase  și nu numai, deoarece se poate sesiza cum oamenii Bisericii au devenit cei mai buni colaboratori ai regelui în conducerea treburilor publice. Paginile capitularului despre cultivarea studiilor literare ("capitulare de litteris colendis") ne arată că și laicii erau îndemnați să nu neglijeze studiul literelor, căci numai așa vor reuși să cunoască mai ușor și mai exact Sfintele Scripturi. De asemenea capitularul îl evidențiază și pe Theodulf, episcopul de Orléans, cel care i-a îndemnat pe clericii aflați în subordinea sa să deschidă școli în orașe și sate unde să primească toți copiii care vor să fie instruiți în meșteșugul literelor, fără însă să perceapă o taxă pentru acest lucru. Din spusele episcopului Theodulf rezultă că învățământul era general și gratuit pentru toți oamenii liberi.
Datorită învățământului practicat în noile școli înființate, care viza în deosebi interesele nobililor, ce-și trimiteau copii cu precădere spre a fi instruiți, cultura a dobândit treptat un caracter clericalo-feudal.
Limba folosită în școli și administrație a fost latina clasică deoarece unitatea administrativă a unui imperiu atât de vast, de la Elba și Dunăre la Pirinei, antrenând mai multe popoare laolaltă, nu putea fi menținută dacă fiecare dregător ar fi vorbit dialectul său. Astfel, limba pe care învățații o mânuiau cu ușurință a devenit singura limbă prin intermediul căreia se puteau înțelege toți. Totodată, se pare că, doar prin intermediul acesteia, renașterea carolingiană a reușit să transmită viitorimii ideile autorilor antici. Nu în ultimul rând, Henri Pirenne a considerat limba latină drept instrument al renașterii carolingiene, chiar dacă o privea ca fiind după anul 800 o limbă moartă, savantă.
Ceea ce a dat statului lui Carol cel Mare adevăratul caracter de "renovatio imperii"  (restaurarea imperiului) a fost amploarea folosirii scrisului în guvernare. Abundența documentelor de cancelarie scrise în limba latină, capitulariile mai ales (circa 1700 ce s-au păstrat), scot în evidență bogata activitate legislativă a timpului. De asemenea, datorită scrisului, Lupulus din Ferrières, persoană ce a colecționat și corectat texte clasice cu o perspicacitate apropiată de cea a unui filolog modern, a devenit cel mai de seamă reprezentant al erudiției carolingiene. Un alt mare cărturar al renașterii carolingiene, care a reînviat biografia ca operă de artă, este Eginhard. Acesta luând ca model Viețile împăraților de Suetonius a alcătuit o relatare a domniei lui Carol cel Mare, însă, în stil cronicăresc.
Amploarea pe care a luat-o scrisul în perioada carolingiană a dus la apariția frumoasei minuscule carolingiene. Spre deosebire de scrierea merovingiană, mult alungită și greu de descifrat, minuscula carolingiană era o scriere ordonată, cu caractere bine definite, rotunjite grațios, ceea ce permitea citirea ei fără efort. Cu toate că putea fi executată mult mai repede față de scrierile anterioare, fiind clară, aceasta  aproape că nu a lăsat impresia unei scrieri de mână. Unciala minusculă carolingiană a reprezentat ultima formă din evoluția scrierii romane. Difuzare sa în Imperiu a adus un progres decisiv în cultură întrucât a fost un instrument cu ajutorul cărora intelectualii carolingieni au scris și tradus deopotrivă mult și în domenii diverse. De asemenea, impunându-se în întreg Occidentul, cu timpul a devenit unul dintre modelele cele mai des folosite până astăzi.
Originea minusculei carolingiene pare să fie la Abația Corbie, deoarece aici s-a descoperit primul manuscris redactat cu aceste litere. Este vorba de Biblia de la Amiens, comandată de Maurdramne, abate de Corbie între 772 și 780.
Renașterea carolingiană a asigurat difuzarea și succesul operelor literare și filosofice din antichitatea timpurie, deoarece la palatul imperial de la Aachen, și nu numai, au existat centre de copiere a manuscriselor din această perioadă. Erau copiate îndeosebi Sfânta Scriptură, evanghelierele și sacramentarele folosite de biserici în celebrarea cultului. În această perioadă s-a scris pe pergament întrucât, la mijlocul secolului al VIII-lea, papirusul, material fragil adus din Egipt și devenit din ce în ce mai scump și mai rar, a fost abandonat.
Numărul atelierelor de copiat și multiplicarea manuscriselor au dat bibliotecilor epocii carolingiene o bogăție nemaicunoscută până atunci. Se pare că mănăstirea Fulda avea biblioteca cea mai bogată: aproximativ o mie de volume.
Renașterea carolingiană s-a manifestat și în planul artelor vizuale prin reînnoirea formelor antice cărora le-a atribuit sensuri ideologice precise. Spre exemplu, modelele păgâne, ce au pătruns în arta creștină, au fost adaptate nevoilor noii ideologii. Acest lucru poate fi sesizat cel mai bine la capela imperială din Aachen, cel mai notabil reper spiritual al Occidentului medieval, ridicată de Carol cel Mare. Pragmatic, acest monument de plan central prelua, odată cu unele spolii italice, planul ctitoriei justiniene de la San Vitale din Ravena, indicând limpede legătura peste veacuri între două lăcașuri imperiale, între cel mai însemnat monument carolingian și unul dintre cele mai vestite sanctuare din vremea romano-bizantină.
Același plan central–amintind de un venerabil lăcaș de cult al primelor timpuri creștine de la Ierusalim – sau planul bazilical căruia vechea biserică a Sfântului Petru din Roma îi conferise un particular prestigiu, aveau să fie regăsite în lumea carolingiană–la Germignydes-Pres și Centula, Corvey și Lorsh (unde o poartă ajungea să copieze arcul de triumf roman) într-o arhitectură ale cărei strânse raporturi cu oficiile și cu spectacolele liturgice au fost puse mai de mult în lumină, după cum tipul de "platium" romano-bizantin avea să fie copiat în reședințele epocii lui Carol cel Mare de la Aachen și Ingelheim.
Asemenea monumente eclesiastice și laice, ctitorii imperiale și ale unor demnitari erau împodobite cu piese de artă concepute și ele după moda antică-"ad iustar antiquorum operum", spre a relua expresia cronicarului vremii Eginhard,-sau înrâurite de modele ale Răsăritului bizantin și islamic cu care imperiul francilor se afla în contacte permanente, de o potrivă în arta fildeșului și în cea a metalelor prețioase.
În același timp, în arta picturii murale, a mozaicului, a manuscrisului, era vie tradiția modelelor paleocreștine. De asemenea erau prezente elemente ale realismului roman, alegorii, costume, fonduri de arhitecturi clasice.
De reținut este faptul că renașterea artelor, deși a stat sub bagheta politică și religioasă, a reușit să fie totuși mai originală și mai puțin dependentă de aportul străin, sau de cel al trecutului. Artiștii nu au căutat neapărat să copieze modelele clasice, ci să introducă mai de grabă elemente noi.
Din Vita Karoli Magni se știe că dintre toți regii, "cel mai zelos în a-i căuta cu sârguință pe bărbații învățați și în a le înlesni posibilitatea de a-și cultiva în voie înțelepciunea, ceea ce i-a îngăduit să redea întreaga strălucire științei până atunci aproape necunoscute acestei lumi barbare", a fost Carol cel Mare. Activitățile culturale desfășurate de acesta au fost un pas important în procesul prin care poporul german a asimilat învățătura clasică și creștină. Un accent deosebit trebuie pus pe Carol cel Mare în istoria medievală întrucât încoronarea lui ca împărat, de la 25 decembrie 800, este foarte semnificativă, întrucât a marcat unirea populație vechiului Imperiu Roman cu cea a alogenilor. Aceasta a pus capăt visului împăratului din Răsărit de a mai recuceri teritoriile din Apusul Imperiului, ocupate de barbari în secolul al V-lea.
Actul încoronării explică atât prin imaginea papei, cât și cea a lui Carol cel Mare, de ce renașterea carolingiană reprezintă o contopire de forțe, o unire de mai mulți factori care au determinat o nouă sinteză și prin aceasta originală. Practic, ceea ce s-a urmărit după anul 800 a fost nu o restaurare pur și simplu, ci o "translatio imperii translatio studii", adică o strămutare a formelor bătrânului Imperiu pentru a se modela într-o lume tânără.
Efortul de a trăi după norme clasice, când relațiile feudale se afirmaseră cu tot ceea ce ele reclamau ca mod de viață, a avut drept rezultat eliberarea forțelor inventive. Renașterea carolingiană a reprezentat un izvor de inspirație pentru mișcarea intelectuală de mai târziu, deoarece a lăsat ca moștenire: transcrieri străvechi ale poemelor barbare în care erau cântate istoria și războaiele regilor de altă dată; ideile unui cler instruit, care a fost capabil să conducă cancelaria regală și administrația statului; numeroase tratate de dogmatică ce au clarificat discuțiile aprinse asupra doctrinei adopționiste, doctrinei iconoclaste și cea privind natura Trinității; o gramatică în limba națională și o liturghie unificată potrivit ritului roman; cărți liturgice și o Biblie a cărui text latin a fost revizuit; o scriere nouă care s-a dovedit a fi foarte utilă, etc.. De asemenea prin păstrarea formelor tradiționale adaptate la cerințele epocii, renașterea carolingiană a însemnat un mare pas înainte, o descătușare necesară în drumul spre viitor al istoriei.
Contrar aparențelor, istoria ca reconstrucție nu este dinspre trecut către noi, ci dinspre prezent către trecut, deoarece trecutul este acela care se integrează în prezent. Se spune că în istorie termenul limită pare a fi faptul sau evenimentul, deoarece faptul este elementar și ireductibil, el are determinațiile spațiului de cultură și ale timpului său. Spațiul cultural și timpul pe care l-am parcurs se pare că scot în evidență un eveniment foarte important din istorie, renașterea carolingiană, o perioadă în care cultura s-a adresat atât omenirii, cât și conștiinței. Sensul și rolul acestei renașteri a fost acela de a constitui, desemna și identifica omenirea, de a o caracteriza în chip decisiv.

#### Renașterea ottonică
Aceasta se referă la caracteristicile de stil în arta și arhitectura din timpul împăratului Otto III (983-1002), sub influența antichității și a Bizanțului, pentru obținerea unei "Renovatio imperii Romanorum". Aceste influențe s-au exercitat mai ales în ilustrațiile de cărți, artizanat și în arhitectură (Capela Sf. Bartolomeu din Paderborn, Germania).

### Descoperirile geografice
Descoperirile geografice au schimbat radical concepțiile asupra lumii. La 12 octombrie 1492, Cristofor Columb debarcă pe insula Guanahani din arhipelagul insulelor Bahamas și descoperă, astfel, America. În același an, la 2 ianuarie, prin cucerirea Granadei de către regii Castiliei din Spania ("Reconquista"), dispare - după 800 de ani de dominație - ultimul bastion al prezenței arabe în Peninsula Iberică. În 1497 Vasco de Gama descoperă drumul spre India, trecând în Oceanul Indian pe la Capul Bunei Speranțe din sudul Africii. Prin expediția întreprinsă de Magellan între 1519-1522 dispar și ultimele îndoieli asupra formei sferice a Pământului.

### Progrese în știință și tehnică
În cursul secolului al XVI-lea au fost traduse unele din cele mai importante lucrări grecești în domeniul matematicii și s-a găsit soluția ecuațiilor de gradul trei. Cunoștințele obținute în astronomie de către Nicolai Copernic (1473-1543), Tycho Brahe (1546-1601) și Johannes Kepler (1571-1630), prin descoperirea legilor mișcării planetelor, depășesc viziunea geocentrică a lui Ptolemeu, conducând la reprezentarea heliocentrică a sistemului solar. Către sfârșitul secolului al XVI-lea, Galileo Galilei (1564-1642) aplică modelele matematice în studiul fenomenelor fizice. Un eveniment determinant îl constituie punerea la punct a imprimeriei cu caractere mobile - tipografiei - de către Johannes Gutenberg (1440), ceea ce contribuie la răspândirea largă a cunoștințelor.

### Schimbări politice și religioase
În această perioadă începe dezvoltarea unor state teritoriale, începând cu statele-orașe italiene și continuând în Germania, Franța și Spania. Acest proces este favorizat de o diplomație modernă, care, evitând războaiele, devine un important instrument politic.
Clerul, în special cel înalt, își schimbă modul de viață, renunțând la preocupările exclusive de cult și aspirând la o participare activă în politică. Papi, cardinali și episcopi nu se mai deosebesc în această privință de negustori sau conducători politici. Creștinismul rămâne, totuși, elementul preponderent al culturii. Predicatori ca Bernhardin din Siena și teologi sau prelați ca Sant'Antonio din Florența sunt ascultați și onorați de credincioși. În același timp, însă, învățații umaniști se ocupă de problemele teologice și adaptează cunoștințele filologice și istorice noi la studiul și interpretarea scrierilor religioase. Viziunea umanistică asupra teologiei și scripturilor sfinte a dus, printre alte evoluții, la apariția reformei protestante, inițiată în Germania de către Martin Luther (1483-1546), și răspândită apoi în întreaga lume catolică.

## Trăsăturile caracteristice ale Renașterii

### Ruperea cu tradițiile
Acest fenomen a fost decisiv în special în domeniul istoriografiei. Opere ca "Historiarum Florentini populi libri XII" (1420) de Leonardo Bruni și "Istorie fiorentine" (1520) de Niccolò Machiavelli sunt exemple ale unui nou mod de a interpreta istoria și problemele statale. Istoricii Renașterii renunță la periodizarea istoriei după criterii religioase (Creația, Nașterea lui Iisus și Așteptarea Judecății de Apoi); în timp ce învățații Evului Mediu priveau cu neîncredere lumea păgână a grecilor și romanilor, noua generație a Renașterii era plină de admirație față de civilizația antichității și condamna perioada secolelor ce i-au urmat ca fiind ignorantă, barbară, întunecată. Propriul lor timp îl considerau epocă a luminii.

### Umanismul

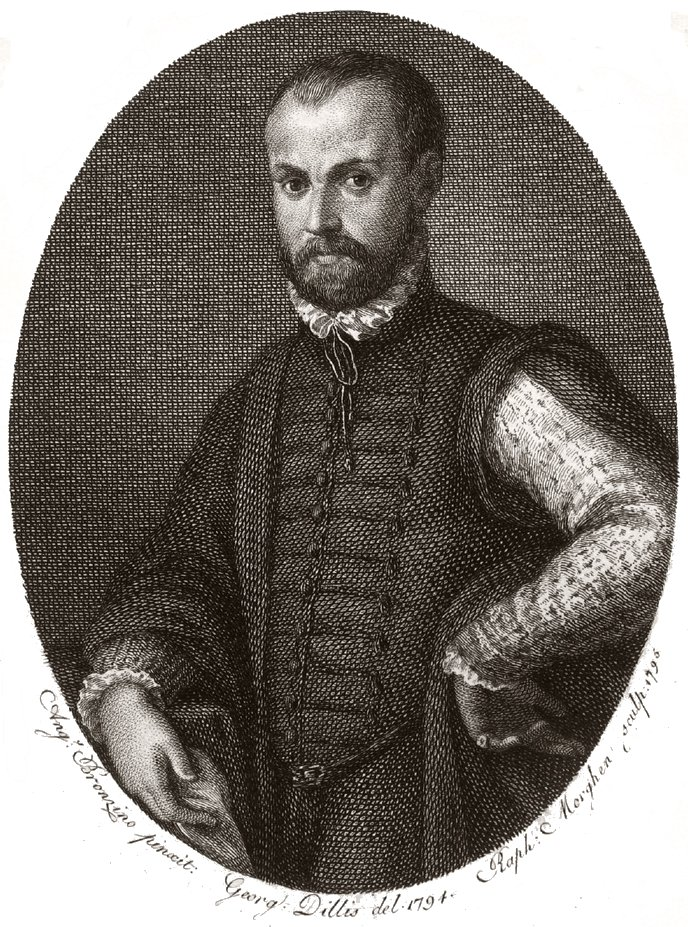
Niccolò Machiavelli

Baza spirituală a Renașterii a constituit-o umanismul. Interesul enorm pentru cultura antichității a dus la căutarea și descoperirea manuscriselor clasice: „Dialogurile” lui Platon, operele istorice ale lui Herodot și Thucydide, creațiile dramatice și poetice ale grecilor și romanilor. Intelectuali din Bizanț care, după căderea Constantinopolului la turci (1453), s-au refugiat în Italia și predau în școli din Florența, Ferrara sau Milano, au adus cu ei cunoașterea limbii grecești clasice. Deși adesea păreau simple imitații ale clasicilor, studiul literaturii, istoriei și filozofiei contribuia la instruirea liberă a oamenilor, confrindu-le o mai mare forță de discernământ. Mulți gânditori ai Renașterii (Marsilio Ficino, Giovanni Pico della Mirandola) se orientează în direcția neoplatoniciană în filosofie, în timp ce aristotelismul oficial începe să piardă din importanță. Reprezentanți importanți ai umanismului au fost  Leonardo Da Vinci, Erasmus din Rotterdam și Thomas Morus. Cultivarea armonioasă, nu numai a spiritului, dar și a corpului, care în perioada medievală era total discreditată, a devenit în timpul Renașterii un scop educativ. Viziunea teocentrică a trecutului s-a transformat într-una antropocentrică: centrul atenției în studii științifice și creații artistice a devenit omul.

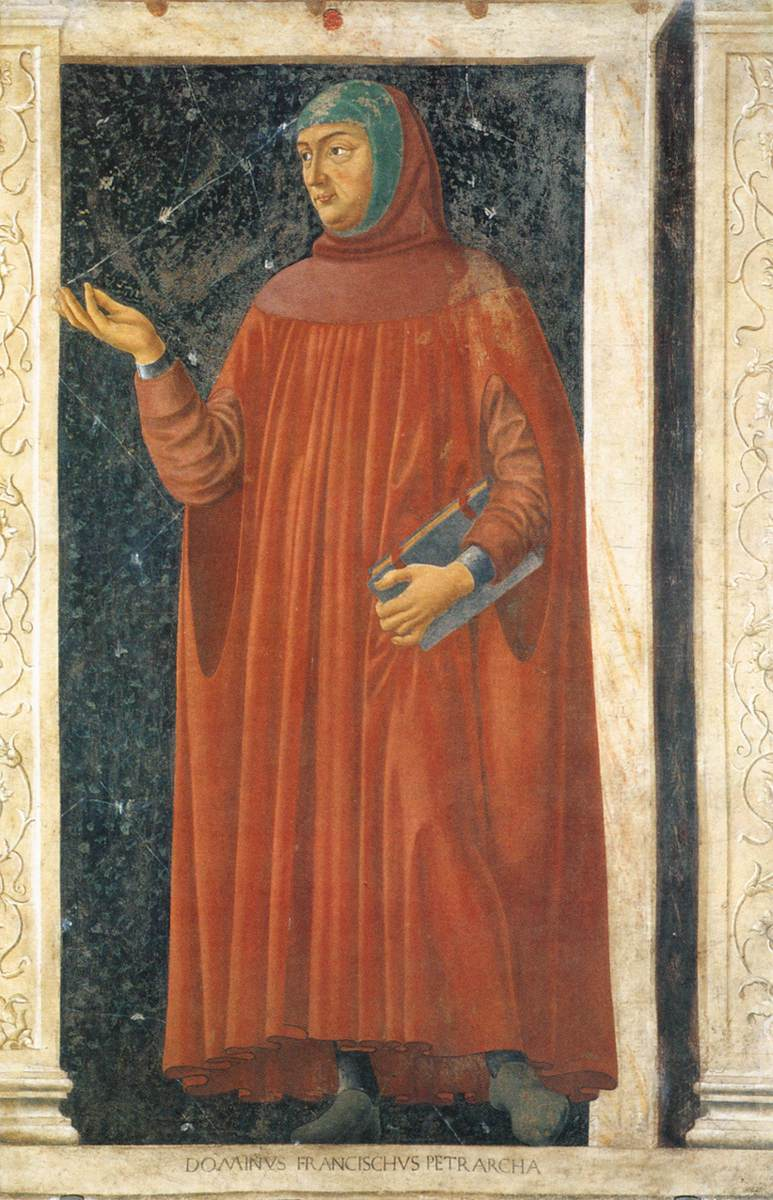
"Francesco Petrarca" - Frescă de Andrea di Bartolo, Galleria degli Uffizi, Florența

## Renașterea italiană

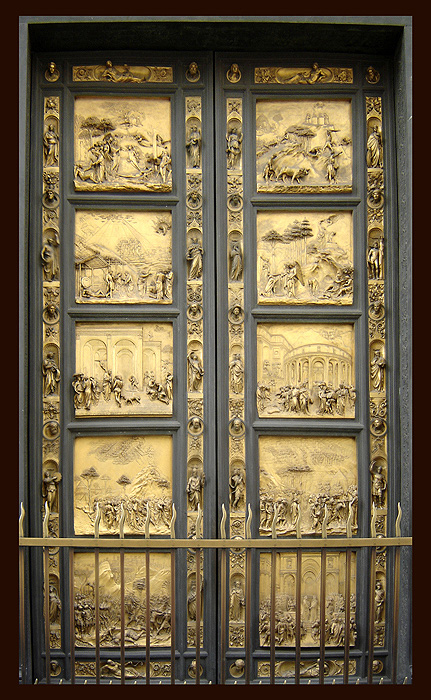
Lorenzo Ghiberti - "Poarta paradisului" a Baptisteriului din Florența

Primele manifestări ale Renașterii au avut loc în Italia. După Pacea de la Lodi (1454) a intervenit un echilibru între diversele forțe politice care a dus la o perioadă de relativă liniște și, în consecință, la dezvoltarea economică a orașelor din centrul și nordul Italiei, favorizând înflorirea artei și literaturii, încurajată și susținută financiar de bogatele și influentele familii Medici din Florența, Este din Ferrara, Sforza din Milano precum și de ducii de Urbino, dogii venețieni și de papalitatea romană.

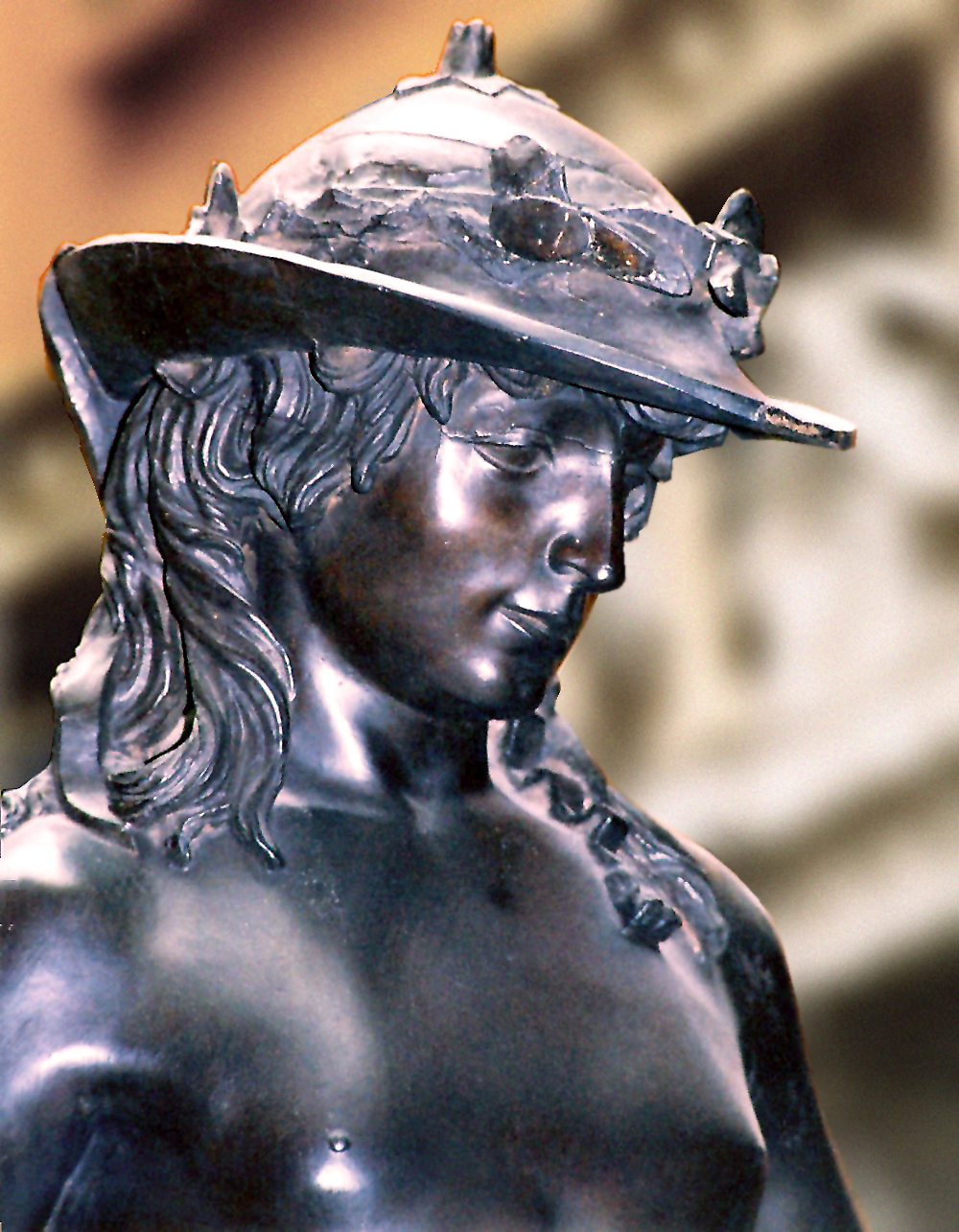
Donatello - David - Muzeul Bargello, Florența

### Literatură
Renașterea continuă opera începută deja în sec. al XIV-lea prin "La Divina Commedia", monumentala creație a lui Dante Alighieri (1265-1321), sonetele și scrisorile lui Francesco Petrarca (1304-1374), nuvelele lui Giovanni Boccaccio (1313-1375) reunite în volumul "Il Decamerone". Se reiau vechile genuri literare din antichitate - epopeea, satira, epigrama, biografia - și se creează genuri noi, ca sonetul și nuvela (Novella). Reprezentanți ai literaturii italiene renascentiste sunt:
- Angelo Poliziano (1454-1494), "Stanze per la giostra", "Favola d'Orfeo";
- Niccolò Machiavelli (1469-1527), "Il Principe", "Istorie fiorentine", "Discorsi", comedia "La Mandràgola", "Dell'arte della guerra" (1516 – 1520);
- Ludovico Ariosto (1474-1533), "Orlando Furioso";
- Baldassare Castiglione (1478-1520), "Il Cortegiano";
- Matteo Bandello (ca. 1480-1562), "Novelle";
- Pietro Aretino (1492-1556), "Lettere";
- Torquato Tasso (1544-1595), "Gerusalemme liberata", "Aminta".

### Arte plastice
Dezvoltarea artei în Renașterea italiană are loc la începutul secolului al XV-lea în Florența. Filippo Brunelleschi (1377-1446), cel mai însemnat constructor al Renașterii,  descoperă perspectiva liniară - caracteristică artei din această perioadă - și  realizează cupola Domului din Florența (1436).
Lorenzo Ghiberti (1378-1455) devine cunoscut prin realizarea porților de bronz ale Baptisteriului din fața Domului, numite, mai târziu, de către Michelangelo "Porțile Paradisului".
Donatello (1386-1466), prin stilul său plastic, a influențat și pictura. Printre cele mai importante opere ale sale este statuia de bronz a lui David, prima sculptură care, ca în timpurile antichității, prezintă din nou corpul omenesc gol, fără veșminte. Alte sculpturi ale lui Donatello sunt monumentul ecvestru Gattamelata din Padova sau tribuna de marmoră Cantoria pentru Domul din Florența.
În pictură, Cimabue (1240-1302) și elevul său Giotto di Bondone (1266-1337) - frescele din capela "Scrovegni" din Padova și din capela "Santa Croce" din Florența, pot fi considerați ca precursori.

#### Pictura în Renașterea timpurie

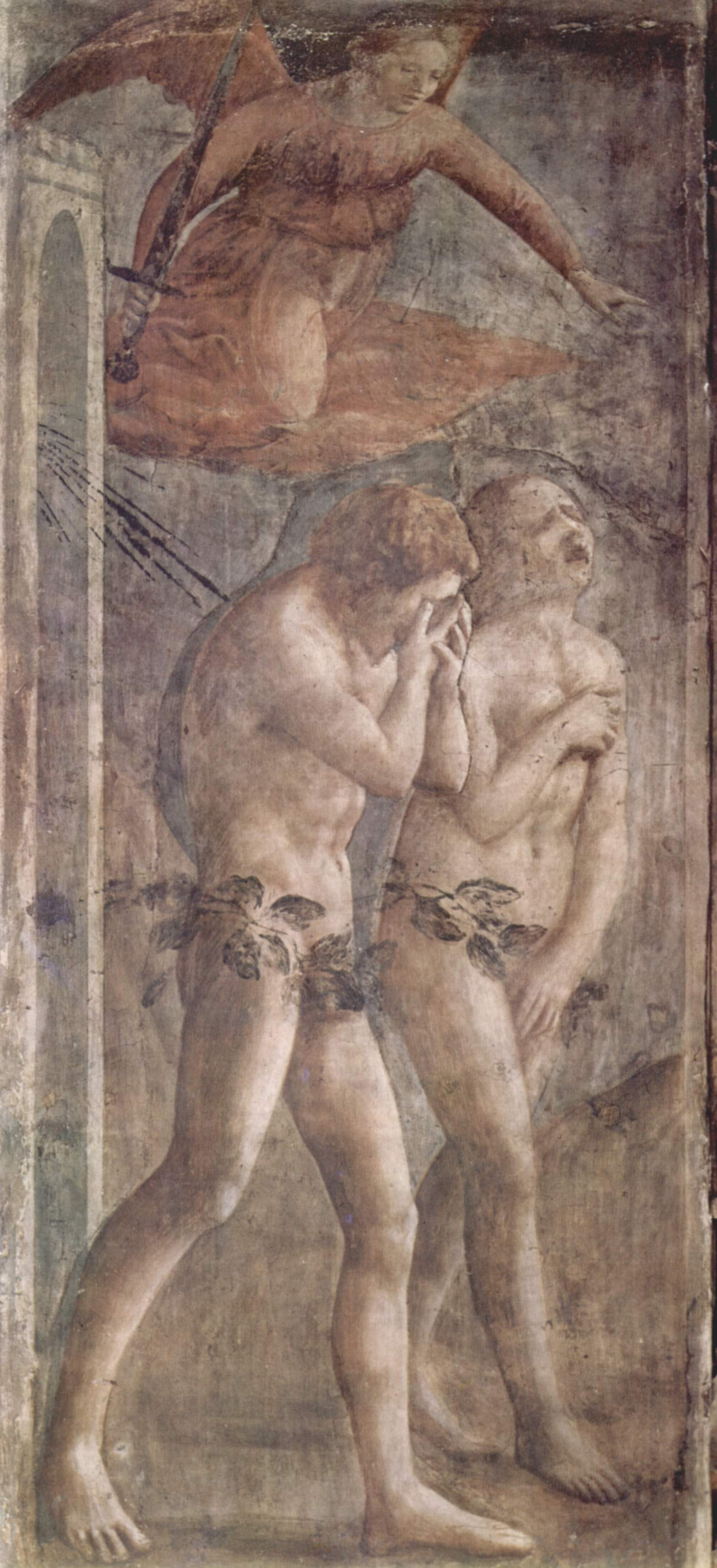
Masaccio - Izgonirea din Eden - Capella Brancacci, Florența

Masaccio (1401-1428), cu motivele sale naturaliste și aplicarea perspectivei în desen, este socotit deschizătorul de drum în pictura din perioada timpurie a Renașterii. Ciclul de fresce în "Cappella Brancacci" din biserica "Santa Maria delle Carmine" din Florența impresionează prin individualitatea și plasticitatea noului stil.
Și Paolo Uccello (1397-1475) - "Battaglia di San Romano", "Il Condottiere Giovanni Acuto" - este fascinat de potențialul perspectivei în pictură. Alți maeștri din această perioadă sunt călugărul dominican Fra Angelico (1400-1455), Jacopo Bellini (1400-1470), Piero della Francesca (1416-1492), care a scris și lucrări teoretice în domeniul matematicii și  perspectivei.
Pictorii din generația următoare au contribuit la înnoirea redării în perspectivă a peisajelor, compunerea minuțioasă a tablourilor, finețea redării figurilor. Printre aceștia se numără: Antonio Pollaiuolo (1432-1498), Andrea del Verrocchio (1435-1488), Domenico Ghirlandaio (1449-1494) - în Florența; Andrea Mantegna (1431-1506) - în Padova; Giovanni Bellini (1430-1516) și Giorgione (ca.1477-1510) - în Veneția. Aceștia din urmă au dat o orientare decisivă școlii venețiene, prin simțul nou al organizării spațiale, al luminii și culorii, în contrast cu stilul florentin, în care predomină desenul. Un loc aparte îl ocupă Sandro Botticelli (1445-1510), care a lucrat pentru familia Medici din Florența și pentru Vatican. Dintre cele mai cunoscute opere ale sale sunt de menționat Pallas și centaurul (1482), Nașterea lui Venus (La nascita di Vènere) (1482) și Primăvara (1474).

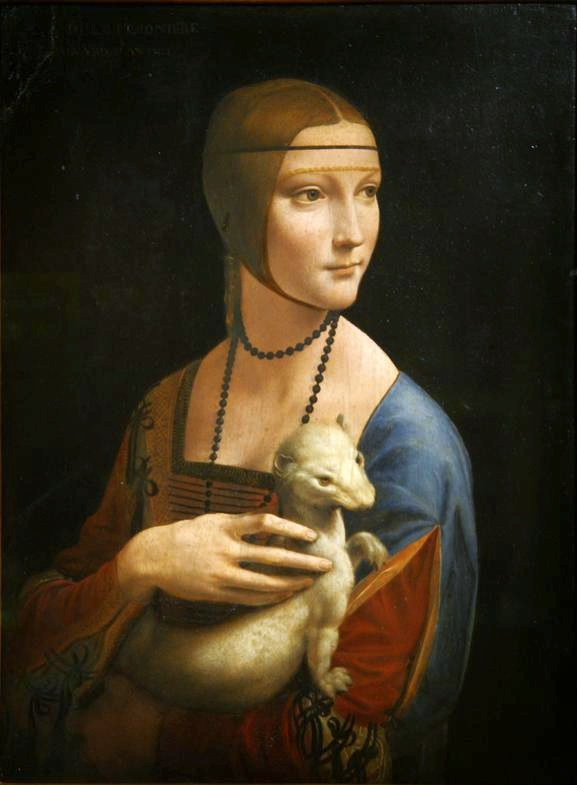
Leonardo da Vinci, Doamna cu hermina, Muzeul Czartoryski, Cracovia

#### Pictura în perioada de apogeu a Renașterii
În anul 1500, Leonardo da Vinci (1452-1519) se întoarce la Florența, venind de la Milano, unde pictase fresca Cina cea de Taină pentru biserica Santa Maria delle Grazie. În acest timp, Michelangelo (1475-1564) lucrează la statuia de marmură a lui "David", care avea să devină semnul distinctiv al orașului Florența.

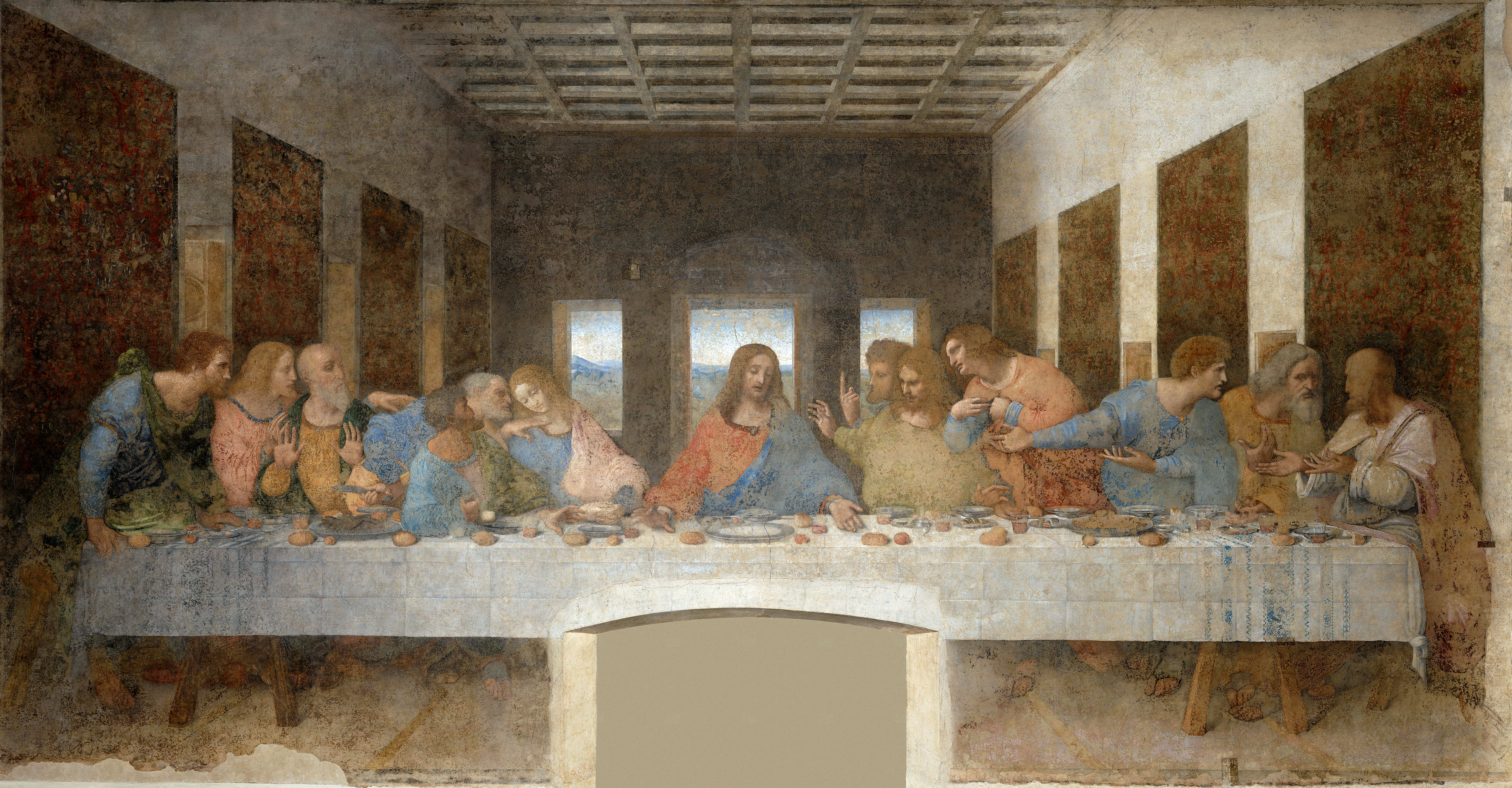
Leonardo da Vinci - Cina cea de Taină - Santa Maria delle Grazie, Milano

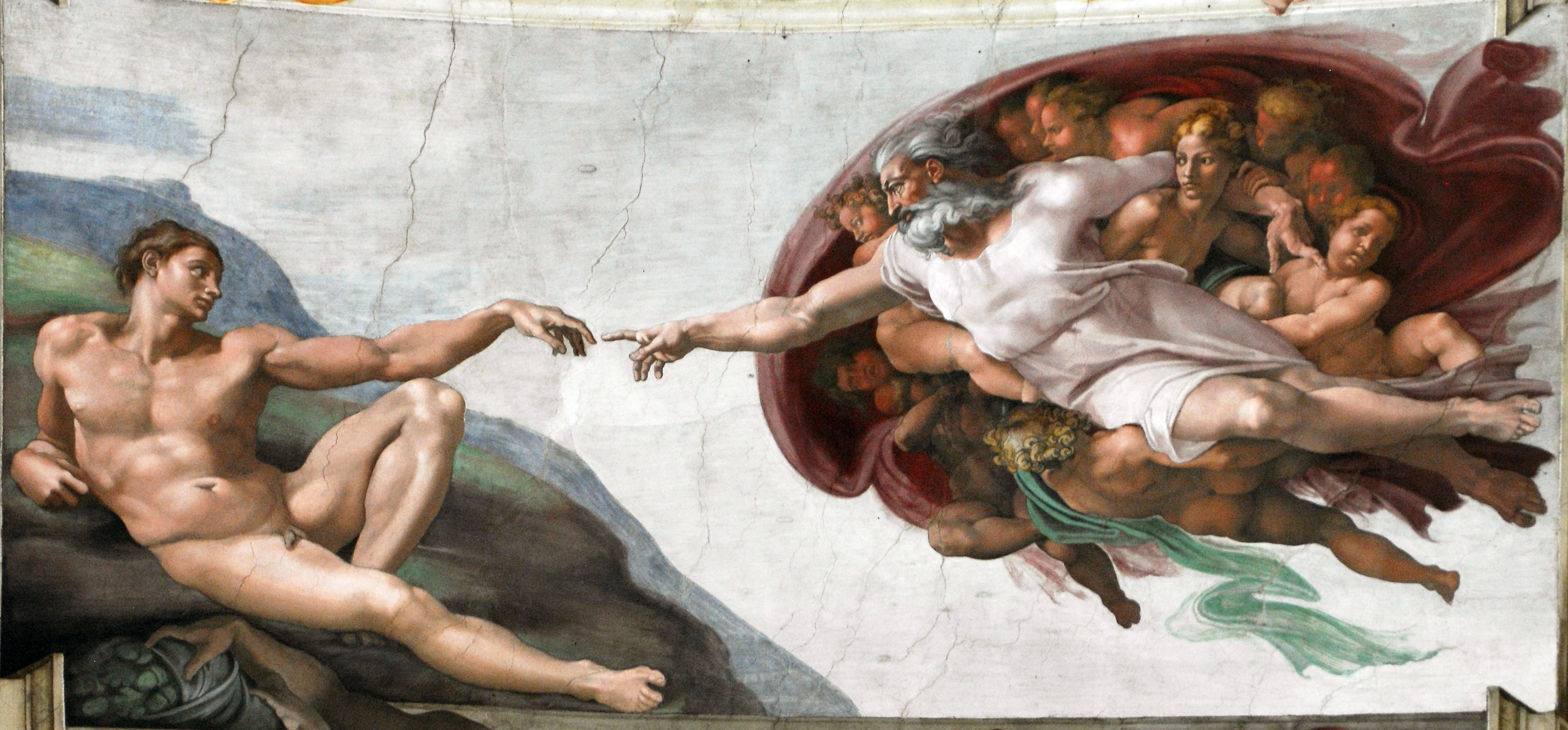
Michelangelo - Crearea lui Adam - Capela Sixtină, Vatican

Centrul de greutate al artei se mută la Roma, la curtea papei Iuliu al II-lea, care încurajează realizarea unor proiecte ambițioase înăuntrul și în afara Vaticanului. Domul "Sfântul Petru" (San Pietro), este construit după planurile lui Donato Bramante (1444-1514), în "Capela Sixtină" Michelangelo pictează plafonul și fundalul ("Judecata de Apoi"). Rafael Sanzio (1483-1520) decorează camerele (Le Stanze di Raffaello) din palatul Vaticanului - printre alte motive, celebra "Școală din Atena", în care sunt figurați diverși filozofi ai antichității.
Tiziano Vecello (1488-1576) este cel mai însemnat reprezentant al Renașterii în Veneția. El pictează și pentru Carol Quintul, care îl numește pictor oficial al curții regale spaniole.
Un alt reprezentant de seamă al picturii din această perioadă a fost Correggio (1489-1534), care a trăit cea mai mare parte a vieții sale în Parma, unde a realizat principalele sale opere (de exemplu, frescele din biserica San Giovanni Evangelista).

#### Manierismul
Începând aprox.cu anul 1590, prevalează arta manieristă cu diverse tendințe stilistice, în care - în contrast cu seninătatea clasică a perioadei precedente - repertoriul formelor devine exagerat, corpurile omenești apar șerpuitoare și crispate (Figura serpentinata), tablourile sunt încărcate cu multe elemente decorative, anunțând ivirea stilului "baroc".

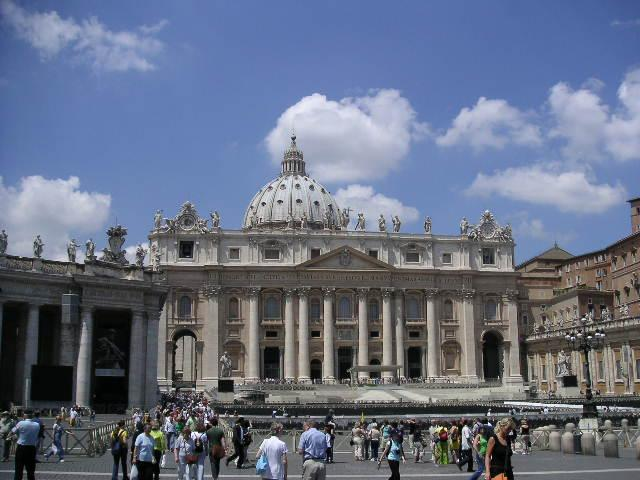
Bazilica Sfântul Petru din Roma

Reprezentanți valoroși ai manierismului sunt:
- Pontormo (1494-1556), în Florența;
- Rosso Fiorentino (1494-1540), pictează palatul Fontainebleau din apropierea Parisului;
- Andrea Palladio (1508-1580), pictor și arhitect din Vicenza, inițiază stilul palladianist, care va influența arhitectura engleză din sec. al XVIII-lea;
- Benvenuto Cellini (1500-1571), miniaturist și sculptor din Florența, realizează celebra sculptură în bronz "Perseu cu capul meduzei", care se găsește în Loggia dei Lanzi (Piazza della Signoria);
- Giorgio Vasari (1511-1576), pictor, arhitect și biograf. A scris "Vite de' più eccellenti architetti, scultori e pittori" (1550);
- Paolo Veronese (1528-1588), unul din maeștrii școlii venețiene;
- Tintoretto (1518-1594), cel mai important reprezentant al manierismului venețian, realizează 56 de picturi murale pentru palatul "Scuola di San Rocco" (Veneția).

## Arhitectura Renașterii

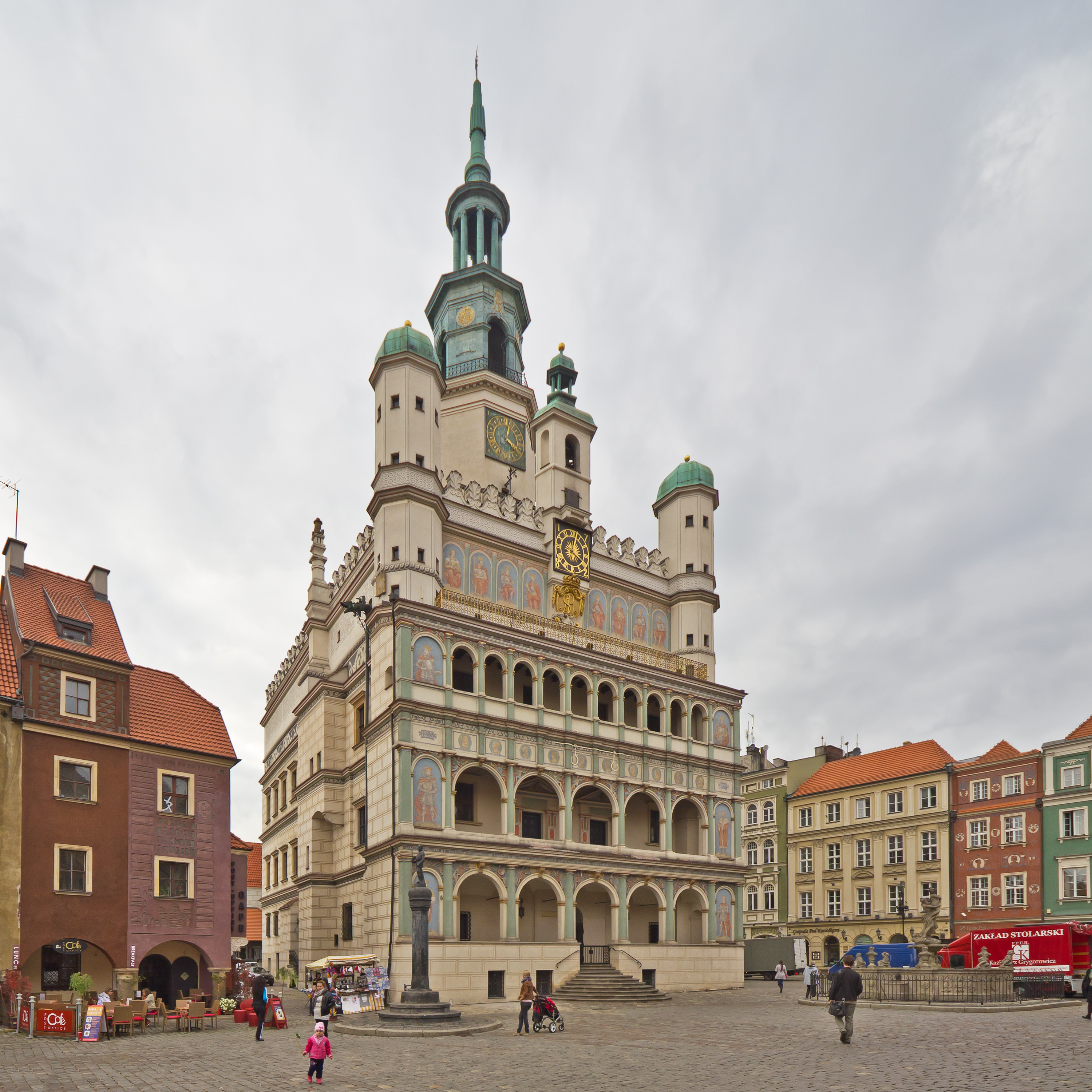
Primăria din Poznań

În arhitectura Renașterii se pot deosebi două tendințe:
- O primă tendință este caracterizată prin folosirea formelor de expresie ale antichității. Aceasta se realizează în jurul anului 1500, în perioada de apogeu a Renașterii, prin construcțiile clare și armonice ale lui Donato Bramante, și se răspândește în tot restul Italiei. Se folosesc ca elemente de construcție coloanele, pilaștrii, capitelurile, frontonul triunghiular, arcadele, preluate din tratatul de arhitectură al lui Vitruviu ("De architectura", sec. I î.Hr.), la care se adaugă cupolele (Domul din Florența, Bazilica Sfântul Petru din Roma). Fațadele sunt concepute ținându-se seamă de simetrie și ordine. Arhitecții sunt considerați artiști și aparțin păturii cultivate a societății.

- A doua tendință, proprie mai ales țărilor nordice, îmbină elementele antice cu tradițiile stilului medieval, în care predomină liniile verticale combinate cu ogivele gotice. Se adaugă ornamente și arabescuri (în Spania). Maiștrii de construcții sunt meseriași. Exemple: în Franța, aripa de vest a palatului Luvru din Paris (1550-1558), realizată de Pierre Lescot; în Germania, castelul din Heidelberg și primăria din Augsburg, construită de Elias Holl.

## Muzica Renașterii
Muzica din timpul Renașterii corespunde "vârstei de aur" a polifoniei. Genurile cele mai frecvente sunt "messele", "motettele", madrigalul și cântecele cu acompaniament instrumental. Din punct de vedere teoretic, importante sunt scrierile compozitorului flamand Johannes Tinctoris (1435-1511), în care prezintă și susține tendințele înnoitoare în muzică. Unul din cei mai importanți compozitori ai acestei epoci este Giovanni Pierluigi da Palestrina (1525-1594), care cu a sa "Missa de Beata Virgine" (1570) marchază trecerea spre baroc. Se stabilesc contacte între muzicienii de diverse naționalități, centrul de atracție fiind, și în acest domeniu, Italia. Astfel compozitorul spaniol Tomás Luis De Victoria (1548-1611) este cel mai important reprezentant al școlii de muzică din Roma, în timp ce italianul Andrea Gabrieli (1510-1586) conduce "Die Münchner Hofkapelle". Cu Giovanni Gabrieli (1553-1612) și Claudio Monteverdi (1567-1643) se dezvoltă muzica monodică și se face trecerea către genul muzicii de operă.

## Renașterea în diverse țări europene

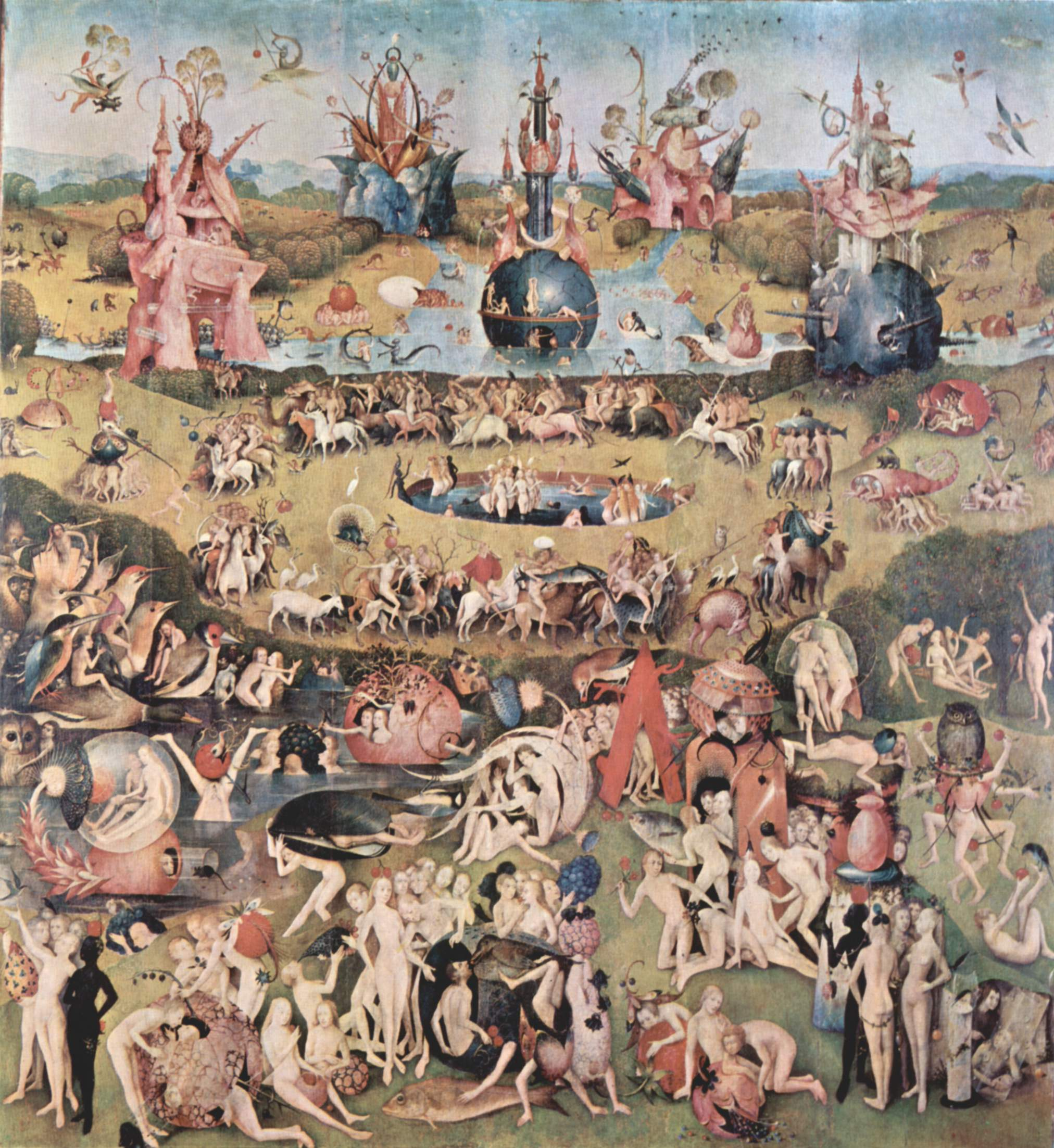
Hieronymus Bosch - Grădina plăcerilor 1503-1504, Muzeul Prado, Madrid

Din Italia, Renașterea se răspândește și în alte țări din Europa apuseană. Învățați, artiști, negustori sau meseriași călătoresc în orașele italiene și se întorc în Franța, Flandra sau în zona hanseatică nu numai cu noi cunoștințe, dar și cu un alt gust în artă și în modul de viață. Declinul feudalismului și centralizarea puterii politice deschid calea schimbărilor culturale, sociale și economice. Spre deosebire de Italia, unde se cultivă limbile latină și greacă, în țările vest-europene, sub influența protestantismului, se folosesc limbile naționale, fapt care contribuie la formarea noilor state naționale - caracterizate printr-un limbaj unitar.

### Franța

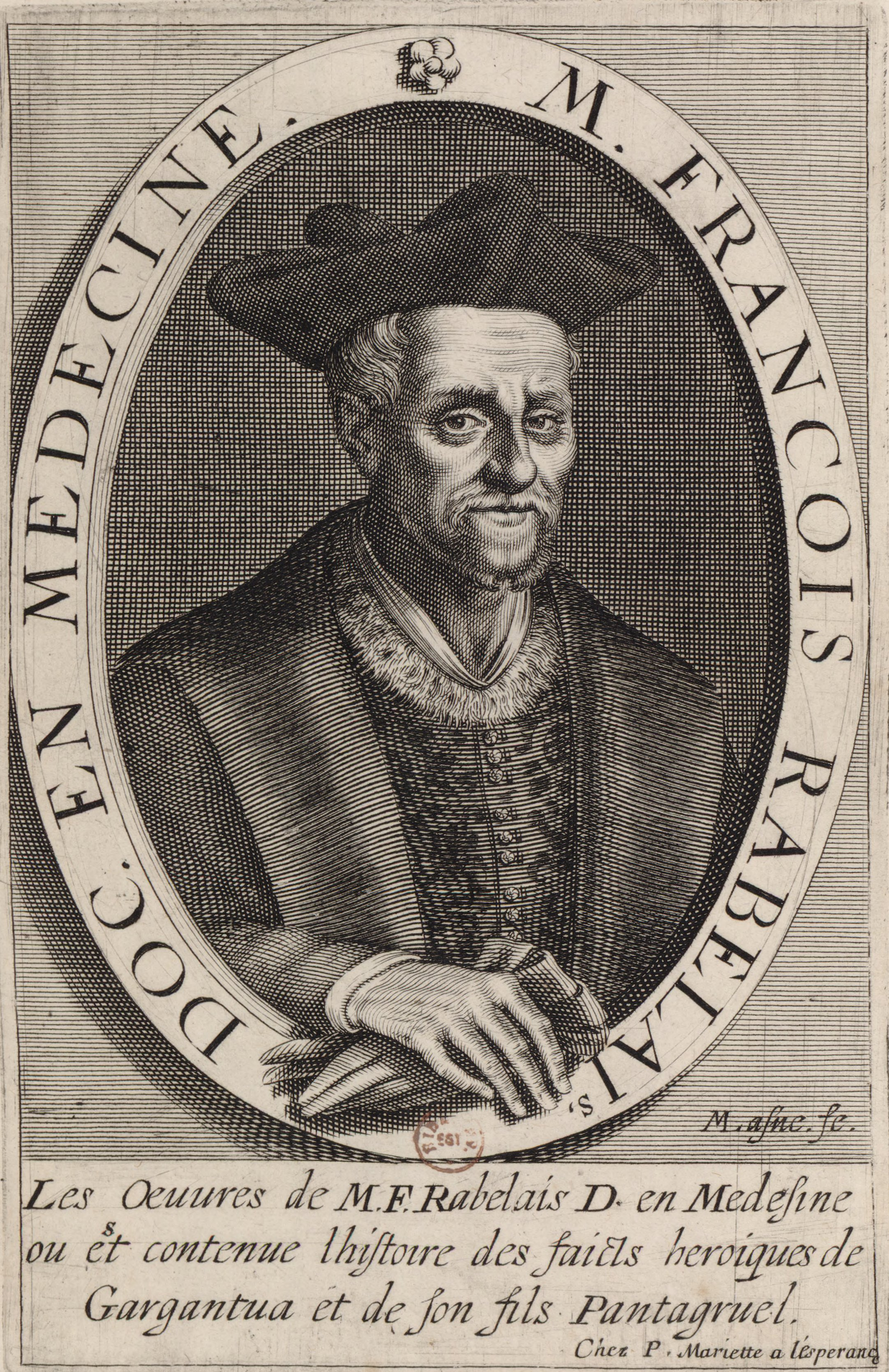
François Rabelais - Gravură de Michel Lanne, 1630

Spiritul Renașterii italiene a pătruns în Franța datorită unor personalități ca Leonardo da Vinci și Benvenuto Cellini, prezenți la curtea regelui Francisc I și participanți la proiectarea decorării palatului din Fontainebleau. Scriitorul François Rabelais (1494-1553), călugăr benedictin, autor al povestirilor "Horribles et Épouvantables Faits et Prouesses du très renommé Pantagruel" (1532) și "Vie inestimable du grand Gargantua, père de Pantagruel" (1534), întruchipează tipul perfect al umanistului renascentist. Joachim du Bellay (1522-1560) redactează manifestul "Pleiadei", intitulat "Défense et illustration de la langue française".

### Țările de Jos
Pictorul flamand Jan van Eyck (ca.1390-1441) este considerat întemeietorul picturii RenașterIi în Flandra și în Olanda. Rogier van der Weyden (1400-1464) călătorește în Italia, unde este foarte prețuit, influențând prin lucrările sale școala de pictură din Ferrara. În tripticul "Grădina plăcerilor", Hieronymus Bosch (1450-1516) prezintă de o manieră fantastică păcatele omenești, într-o lume imaginară, supranaturală. Alți pictori din această perioadă sunt: Hans Memling (1433-1494), Dirk Bouts (1415-1475), Hugo van der Goes (1440-1482). Printre manieriști se numără Bernard van Orley (1488-1541) și Jan van Scorel (1495-1562).
Erasmus din Rotterdam (1466-1536), cel mai important reprezentant al umanismului de anvergură europeană, își redactează majoritatea scrierilor în limba latină.

### Germania
Arta germană era orientată în special spre tradițiile stilului gotic. Konrad Witz (ca.1400-1445) pictează peisaje sub influența artei flamande. Cu opera lui Albrecht Dürer (1471-1528), pictor, desenator și gravor, se realizează legătura cu arta Renașterii, după modelul celei italiene. Ciclurile sale de gravuri în lemn "Patimile" și "Viața Mariei" sunt cunoscute în întreaga Europă. În special compoziția sa "Cei patru Apostoli" (1526) arată atașamentul la eleganța picturii italiene și forța sa de exprimare. Dürer întreprinde călătorii în Italia și în Țările de Jos și întreține strânse legături cu artiștii epocii. Contemporanul său Matthias Grünewald (1480-1528) pictează încă în stilul evului mediu.
În literatură sunt de menționat: 

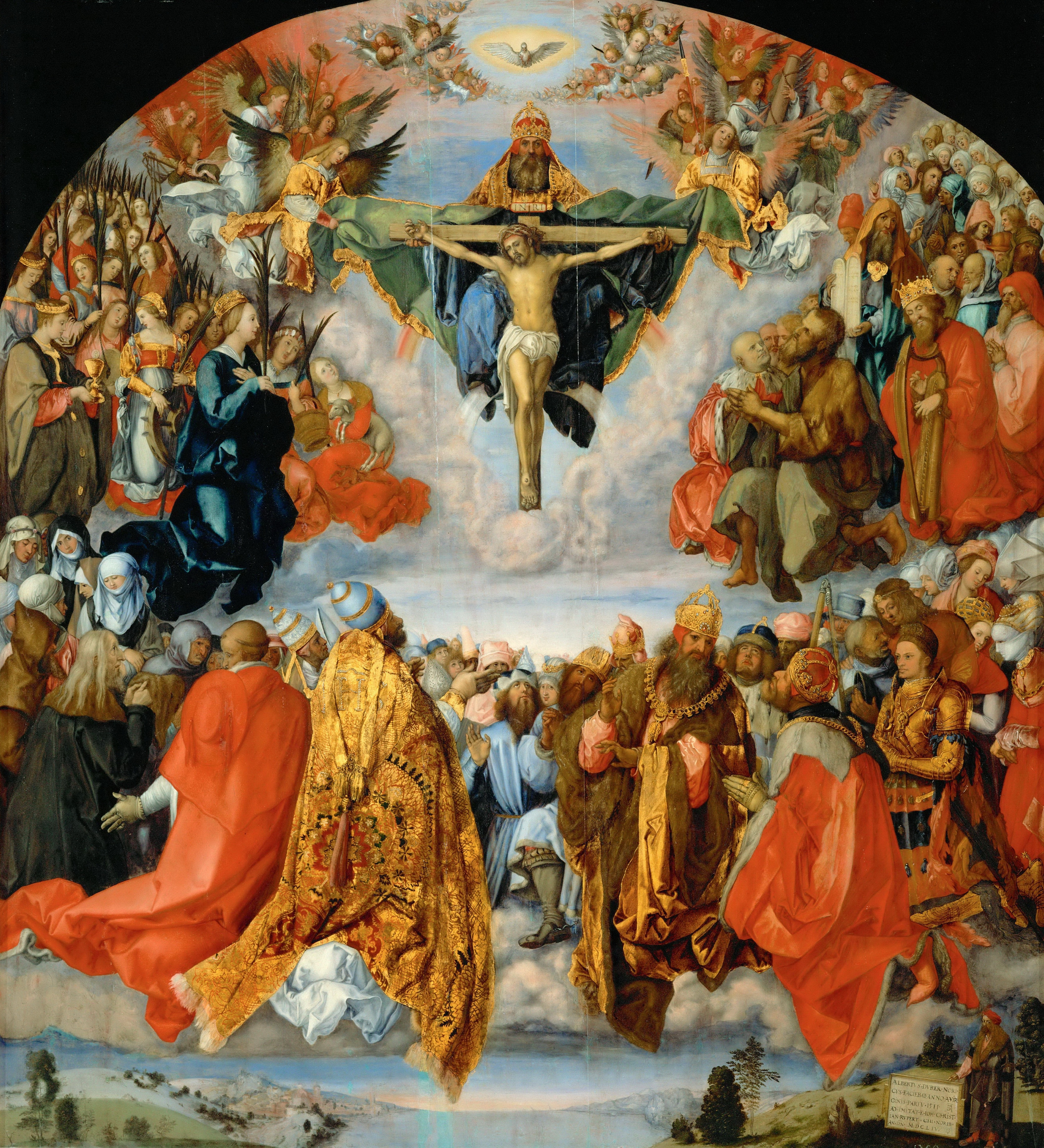
Albrecht Dürer - "Adorația Sfintei Treimi", 1511 - Kunsthistorisches Museum, Viena

- Sebastian Brant (1457-1521), scriitor alsacian, autor de poeme satirice;
- Thomas Murner (1475-1537), scriitor și predicator, traduce în versuri epopeea "Aeneis" de Virgiliu;
- Philipp Melanchthon (1497-1560), autor al "Confesiunii din Augsburg" (1530);
- Sebastian Franck (1500-1543), scriitor umanist și teosof, publică și o culegere de proverbe.

### Spania

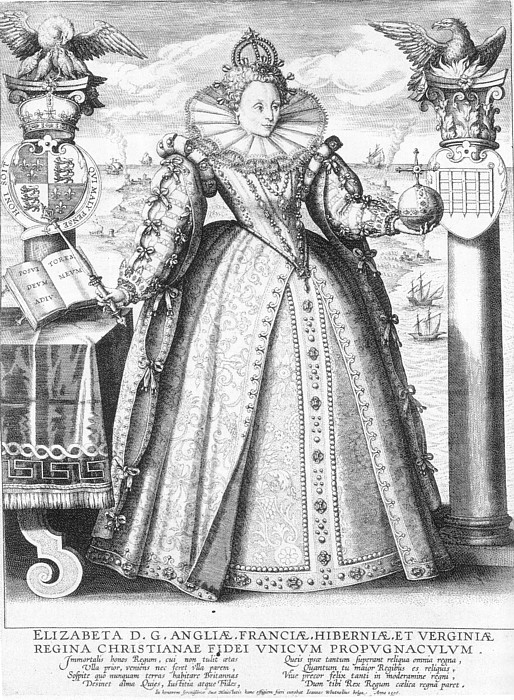
Regina Elisabeta I a Angliei - Gravură 1596, autor anonim

Spania, abia eliberată de sub dominația maură, se atașează cu întârziere Renașterii europene. În secolul al XVI-lea, pictorul oficial al curții regale spaniole este Tiziano, deși el, personal, nu a fost niciodată în Spania. Alonso Berruguete (1450-1504), cel mai important pictor spaniol din această perioadă, lucrează în special în Valladolid. Reprezentant al manierismului tardiv este El Greco (1541-1614), un discipol al lui Tintoretto. În jurul anului 1560 se construiește palatul "El Escorial" în apropiere de Madrid, important centru al Renașterii spaniole.

### Anglia
Încă înainte de epoca Renașterii, Anglia a cunoscut o literatură înfloritoare, reprezentată de:
- Geoffrey Chaucer (ca.1340-1400), considerat "părintele poeziei engleze"; (John Dryden), autor, printre altele, al "Povestirilor din Canterbury" (The Canterbury Tales).
- William Langland (ca.1330-1400), autor al poemului alegoric "Piers Plowman".
- Thomas Malory (1395-1471), autorul primului roman în proză din literatura engleză, bazat pe legenda regelui Arthur și a "Cavalerilor Mesei Rotunde".

Sub denumirea, de altfel controversată, de "Renaștere engleză" se înțelege mișcarea culturală și artistică din Anglia de la începutul secolului al XVI-lea până la mijlocul celui de al XVII-lea, perioadă pașnică de dezvoltare după sfârșitul Războiului de 100 de ani și al Războiului celor două roze. Această perioadă include lunga domnie a reginei Elisabeta I, de aceea mai este denumită "Epoca Elisabetană". Reprezentanți de seamă ai "Renașterii engleze" sunt:

#### Literatură
- Edmund Spenser (1552-1599), autor de poeme pastorale și al unei epopei alegorice "The Faerie Queen";
- John Milton (1608-1674), scrie celebrul poem pe teme biblice "Paradise Lost";
- Christopher Marlowe (1564-1593), poet dramatic;
- William Shakespeare (1564-1616), autor al unui mare număr de piese de teatru, poeme și sonete;
- Thomas Morus (1478-1535), scriitor umanist, autor al poemului "Utopia" (1516). Ministru cancelar al regatului, cade în dizgrație și este executat din ordinul regelui Henric al VIII-lea;
- Francis Bacon (1561-1626), filosof, dezvoltă teoria cunoașterii empirice în lucrarea "Novum Organum" (1620);
- Ben Jonson (1572-1637), autor dramatic.

#### Muzică
Se cultivă, mai ales, genul madrigalului, popularizat prin lucrarea "Musica Transalpina", publicată, în 1588, de Nicholas Yonge. Compozitori mai însemnați sunt:
- Thomas Tallis (1505-1585), organist al capelei regale din Londra, maestru al contrapunctului, compune muzică religioasă;
- William Byrd (1543-1623), compozitor de madrigale și piese instrumentale adunate în colecția "Fitzwilliam Virginal Book";
- Thomas Morley (1557-1602), compune madrigale și mottete, autor al unei lucrări de teoria compoziției.

## Tipul de „om al Renașterii”
Pentru marea masă a populației din acele timpuri, înflorirea culturală și artistică ce a caracterizat Renașterea nu a produs nicio schimbare în modul de viață sau de reprezentare a lumii. Noile orizonturi spirituale și liberalizarea moralei au creat în rândul elitelor un anumit tip de „om al Renașterii” (homo universalis renascentista), caracterizat prin înțelegere ascuțită, deschisă oricărei idei, simț deosebit al frumosului, dorință de afirmare și renume, individualism cu posibilități de dezvoltare multilaterală, adversar al dogmelor și ideilor preconcepute. În aspirația sa spre universalitate, înlătură orice barieră care-i stă în cale, se arată curajos în proiectele sale și plin de forță în acțiune. Este prieten și cunoscător al artelor, colindă - fără dificultate - filosofia și literatura, înlocuiește legile morale cu cele estetice. Omul Renașterii a fost, în primul rând, un umanist cu larg spirit de toleranță.
În contrast cu acesta, nu dispar fanaticii, partizanii unei singure idei, care văd în fiecare reprezentant al unei păreri contrare, nu un adversar de idei, ci un dușman personal ce trebuie anihilat.

## Declinul Renașterii
Ca orice mișcare socio-culturală, și Renașterea, după o perioadă de apogeu, cunoaște un declin, în care ideile înnoitoare lipsesc iar epigonii realizează, în cel mai bun caz, lucrări de imitație.
Declinul Renașterii a fost favorizat și accelerat de două împrejurări:
- Decăderea politică și economică a Italiei, începând deja în prima jumătate a secolului al XVI-lea, bântuită de războaie nesfârșite, ce au culminat cu jefuirea Romei ("Sacco di Roma", 1527) de către trupele de mercenari ale lui Carol Quintul. Aceasta a dus la slăbirea puterii și prestigiului papalității, la decăderea orașelor-state, ca Florența și Milano. Descoperirea unui nou drum spre India, prin înconjurul Capului Bunei Speranțe, slăbește substanțial situația economică a Veneției și Genovei.

- Ca reacție la Reforma religioasă inițiată în Germania de Martin Luther, Biserica Catolică instituie Contrareforma și tribunalele inchizitoriale, adevărată lovitură de grație împotriva libertății de gândire. În urma Conciliului din Trient (1545-1563), se alcătuiește o listă a cărților interzise, considerate eretice în cazul că vin în contradicție cu dogmele bisericești ("Index librorum prohibitorum", 1559). Galilei este constrâns să-și abjure public convingerea asupra rotației pământului în jurul soarelui, nu fără a șopti pentru sine "eppur si muove&;;;quot;. Filosoful Giordano Bruno (1548-1600), combate teza aristoteliană, admisă oficial de Biserică, a unui univers închis, reprezintă un umanism panteist și va fi ars pe rug ca eretic, în urma sentinței tribunalului inchizitorial. La Geneva, sub dominația lui Jean Calvin, teologul și medicul spaniol Miguel Servet (1511-1553), pentru faptul de a fi pus sub semnul întrebării dogma Sfintei Treimi, sfârșește în același fel, condamnat pentru blasfemie, de data aceasta de un tribunal protestant.

Ideile Renașterii nu pot fi însă înăbușite, ele sunt apărate de oameni curajoși ca Erasmus din Rotterdam, Francis Bacon sau René Descartes (1596-1650), filosoful olandez Baruch Spinoza (1632-1677), care își propun ca obiectiv fundamental transmiterea unui mesaj eliberator și purtător de bucuria pe care o dă cunoașterea iar secolul al XVIII-lea va relua spiritul Renașterii sub forma iluminismului francez.

## Interpretare istorică și filosofică
Fiecare perioadă din istoria culturii a avut propria ei viziune asupra Renașterii, astfel:
- iluminiștii (David Hume, Edward Gibbon, Condorcet, D`Alembert, Diderot, Voltaire), care se considerau continuatorii idealurilor umaniste și raționaliste ale secolelor XV și XVI, vedeau Renașterea ca o mare epocă de progres cultural, ce marchează trecerea de la întuneric la lumină, de la barbarie la civilizație, o trezire a Occidentului din somnul dogmatic;
- romanticii (Novalis, August Wilhelm Schlegel, Heinse Meyer, Stendhal, Madame de Staël, Victor Hugo, Byron, Gioberti, Giusepe Mazzini) aveau o viziune asupra Renașterii opusă celei iluministe. La fel de diferit este văzută semnificația rupturii cu evul mediu, care este idealizat și privit ca o vârstă de aur. Sunt admirate cavalerismul medieval, ordinea, autoritatea și credința religioasă. Stilul gotic este privit ca suprema expresie a creației artistice;
- hegelianismul Hegel vede în Renaștere un progres spiritual, o reînnoire a culturii, după lunga noapte a Evului mediu. Studierea operelor antice are semnificația întoarcerii de la divin la uman;
- pozitivismul: la Hippolyte Taine, Benedetto Croce, Bertrando Spaventa ruptura dintre Renaștere și Evul mediu e apreciată pozitiv. Renașterea este epoca de aur a acestui mileniu, premisă a apariției supraomului, un om liber, deschis tuturor experiențelor vieții.